# Dos Ríos (Chiriquí)
Dos Ríos es un corregimiento del distrito de Dolega en la provincia de Chiriquí, República de Panamá. La localidad tiene 1.634 habitantes (2010).